# Tetuan / Sania Ramel
Tetuan / Sania Ramel är en flygplats i Marocko. Den ligger i den norra delen av landet, 220 km nordost om huvudstaden Rabat. Tetuan / Sania Ramel ligger 3 meter över havet.
Terrängen runt Tetuan / Sania Ramel är kuperad åt sydväst, men åt nordost är den platt. Havet är nära Tetuan / Sania Ramel österut.  Närmaste större samhälle är Tétouan, 4,7 km väster om Tetuan / Sania Ramel. Trakten runt Tetuan / Sania Ramel består till största delen av jordbruksmark.